# Condado de Woodruff (Arkansas)
El condado de Woodruff (en inglés: Woodruff County), fundado en 1862, es un condado del estado estadounidense de Arkansas. En el año 2000 tenía una población de 8741 habitantes con una densidad poblacional de 5.72 personas por km². La sede del condado es Augusta.

## Geografía
Según la Oficina del Censo, el condado tiene un área total de 1538 km² (593,8 mi²), de la cual 1520 km² (586,9 mi²) es tierra y 18 km² (6,9 mi²) es agua.

### Condados adyacentes
- Condado de Jackson (norte)
- Condado de Cross (noreste)
- Condado de St. Francis (sureste)
- Condado de Monroe (sur)
- Condado de Prairie (suroeste)
- Condado de White (oeste)

### Ciudades y pueblos
- Augusta
- Cotton Plant
- Hunter
- McCrory
- Patterson

## Principales carreteras
- U.S. Highway 49
- U.S. Highway 64
- Carretera 17
- Carretera 33
- Carretera 37
- Carretera 38